# Naomi Feinbrun-Dothan
Naomi Feinbrun-Dothan (Mosca, 17 aprile 1900 – Gerusalemme, 8 marzo 1995) è stata una botanica israeliana di origine russa e fece parte del personale accademico dell'Università Ebraica di Gerusalemme.

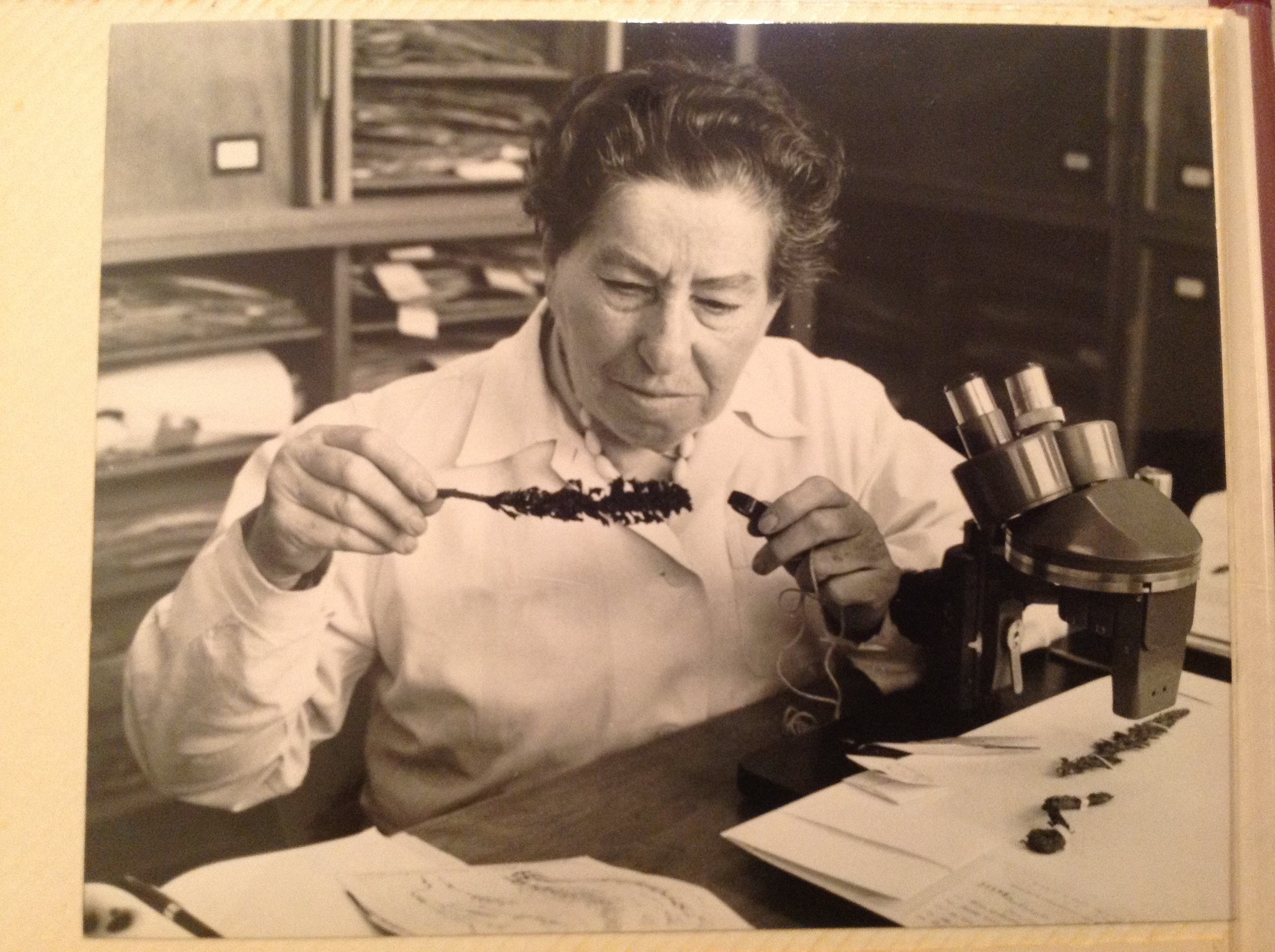
Naomi Feinbrun-Dothan

Studiò la flora di Israele pubblicando dozzine di articoli e diversi libri analitici sulla flora. Subito dopo il suo 91º compleanno nel 1991, ricevette il Premio Israele per il suo contributo unico agli studi sulla Terra d'Israele.
È l'autrice di Allium truncatum, Allium dumetorum, e Iris regis-uzziae .

## Biografia
Naomi Feinbrun nacque a Mosca nel 1900. I suoi genitori, Rachel e Aharon Feinbrun, appartenevano a Hovevei Zion e suo padre era anche membro dell'associazione "Benei Zion" a Mosca. Ebbe una sorella maggiore, Shulamit, e due fratelli minori, Miron e Moshe.
La famiglia viveva a Chișinău, Bessarabia. Frequentò una scuola elementare dove le fu insegnato l'ebraico, e un liceo femminile ebreo a Kishinev. Nel 1907 la famiglia si trasferì a Mosca. Dopo aver terminato il liceo nel 1918, andò all'Università di Mosca. Nel 1920 la famiglia tornò in Bessarabia. Proseguì i suoi studi presso l'Università di Cluj, nella provincia rumena della Transilvania. Nel 1923 conseguì la prima laurea in botanica. Divenne poi insegnante in un liceo femminile ebreo, insegnando scienze naturali.
Nel 1924, l'intera famiglia Feinbrun emigrò in Palestina . In quel periodo Naomi aveva 24 anni e non potendo usare il certificato di immigrazione familiare dei suoi genitori, un parente la aiutò testimoniando alle autorità che era stata una studentessa delle superiori al Herzliya Hebrew Gymnasium di Tel Aviv prima di partire per Mosca per alcuni anni. Dopo aver ricevuto una raccomandazione da Rachel Katznelson, Feinbrun iniziò a lavorare come insegnante in una scuola a Tel Adashim nella valle di Jezreel .
Nel 1925 Feinbrun fece un viaggio di studio per insegnanti di scienze naturali sul monte Tavor . A guidare il tour c'era Alexander Eig il quale la incoraggiò a fare più ricerche sulle piante, diventando suo mentore e collega.
L'8 marzo 1995 Naomi Feinbrun-Dothan morì, poco prima del suo novantacinquesimo compleanno.

## Carriera scientifica
Nel 1926, frequentò l'Istituto di agricoltura e storia naturale di Tel Aviv, (diretto da Otto Warburg ) accettando poi l'incarico part-time di ricercatrice ospite. Durante questo periodo, studiò l'inglese principalmente usando il libro di GE Posts, "Flora of Syria, Palestine and Sinai" (Beirut 1898).
Quando nell'aprile del 1925 fu fondata l'Università Ebraica di Gerusalemme, fu presto deciso che l'Istituto di Agraria e Storia Naturale sarebbe stato parte della nuova università. Il suo nome fu cambiato in "Ramo di botanica sistematica", con Otto Warburg ancora il direttore.
Nel 1929 divenne assistente non di ruolo all'università, con Alexander Eig e Michael Zohary, si trasferirono a Gerusalemme . Nel 1931 pubblicarono il primo libro sulla flora analitica, scritto in ebraico; fu successivamente ristampato in inglese nel 1965.
L'università nacque come struttura di ricerca senza insegnamento formale; l'insegnamento delle scienze iniziò nei primi anni '30. Nel Dipartimento di Botanica, la genetica fu una delle sei materie principali del curriculum. Grazie al suo studio di citologia di con Hannan Oppenheitmer (che era impegnata in botanica fisiologica nel campus di Rehovot dell'università), Naomi Feinbrun iniziò a insegnare genetica.
Dal 1930 al 1938 tutte le sue pubblicazioni botaniche erano solo in ebraico o in tedesco, e solo dopo il 1938 iniziò a pubblicare in inglese.
Nel 1931 si recò all'Istituto Kaiser Wilhelm di Berlino per approfondire le sue conoscenze di genetica e lì lavorò nel "Dipartimento per la ricerca ereditaria".
Nel 1931, Alexander Eig fondò i Giardini Botanici di Gerusalemme sul Monte Scopus, insieme a Michael Zohary e Feinbrun.
Nel 1933 Naomi Feinbrun si unì a una delegazione di sette scienziati dell'Università Ebraica che furono invitati in Iraq dal Ministero dell'Agricoltura iracheno. Il loro scopo principale era condurre un'indagine sulle foreste del Kurdistan, preparando un inventario degli alberi e presentando una proposta per l'imboschimento e per la conservazione delle foreste. Altre spedizioni di ricerca a cui partecipò Feinbrun furono in Transgiordania, nella penisola del Sinai, in Libano, a Cipro e, nel 1944, nel deserto orientale dell'Egitto .
Nel 1935 trascorse due mesi e mezzo nel laboratorio del professor Alexandre Guilliermond all'Università Sorbona di Parigi . Quando tornò in Palestina iniziò ad insegnare genetica e citologia. Fino agli anni '50 è stata l'unica a tenere un corso di genetica all'Università Ebraica.
Nel 1936, Eig fondò il "Palestine Journal of Botany Jerusalem". Nel 1951 fu ribattezzato "Israel Journal of Botany" e poi nel 1994 "Israel Journal of Plant Sciences". In cui Feinbrun e i suoi colleghi pubblicavano i loro lavori. Il primo numero della rivista includeva una mappa "fitografica" basata sui numerosi viaggi sul campo compiuti dai tre ricercatori.
Durante questo periodo, Naomi Feinbrun, sotto la supervisione del Dr. Eig, lavorò alla sua tesi di dottorato, Uno studio monografico del genere Bellevalia, studiando il numero e la forma dei cromosomi e utilizzandoli nella classificazione sistematica di questo genere vegetale. Il suo studio fu pubblicato sul "Palestine Journal of Botany".
Nel 1938, il dottor Alexander Eig morì, all'età di 44 anni. Dopo la sua morte, i suoi due assistenti, Michael Zohary e Naomi Feinbrun, continuarono il suo lavoro di documentazione della flora della Palestina e la coltivazione dell'Orto Botanico del Monte Scopus .
Nello steso anno, conseguì il dottorato di ricerca, ma fu promossa da istruttore a docente solo nel 1952. Dedicò sempre tutta la sua attenzione allo studio di Specie locale e mediorientali, per lo più coltivate nei suoi appezzamenti sperimentali e studiate citotassonomicamente (un ramo della tassonomia in cui le caratteristiche cromosomiche sono utilizzate per classificare gli organismi).
Dopo il 1947, quando fu fondato lo stato di Israele, lei ed i suoi fratelli "ebraizzarono" il loro cognome, e lei divenne Naomi Feinbrun-Dothan.
Nel 1953 Feinbrun trascorse un anno sabbatico all'erbario dei Kew Gardens a Londra e anche agli erbari di Edimburgo e Ginevra . Nel 1960 divenne professoressa associata dell'università. Si unì a Elisabeth Oldschmidt, Tscharna Rayss e Hanna Rozin (in vari campi della biologia e della medicina), che erano le uniche tre donne di quel grado nell'università.
Nel 1960 scrisse "Piante selvatiche nella terra d'Israele".
Tra il 1966 e il 1986 fu coautrice con il Prof. Michael Zohary i quattro volumi di Flora Palaestina . Questi libri includono chiavi analitiche, descrizioni botaniche e illustrazioni a pagina intera delle specie vegetali autoctone e naturalizzate della regione.
Negli anni '70 le furono dati da studiare diversi bulbi di un Colchicum sconosciuto. La identificò come una specie greca chiamata Colchicum bowlesianum . Successivamente i bulbi furono riesaminati da Karin Persson e furono quindi classificati come specie separata. Descrisse i bulbi come una nuova specie nell' "Israeli Journal of Plant Science", denominandola Colchicum feinbruniae in onore della Professoressa Feinbrun.

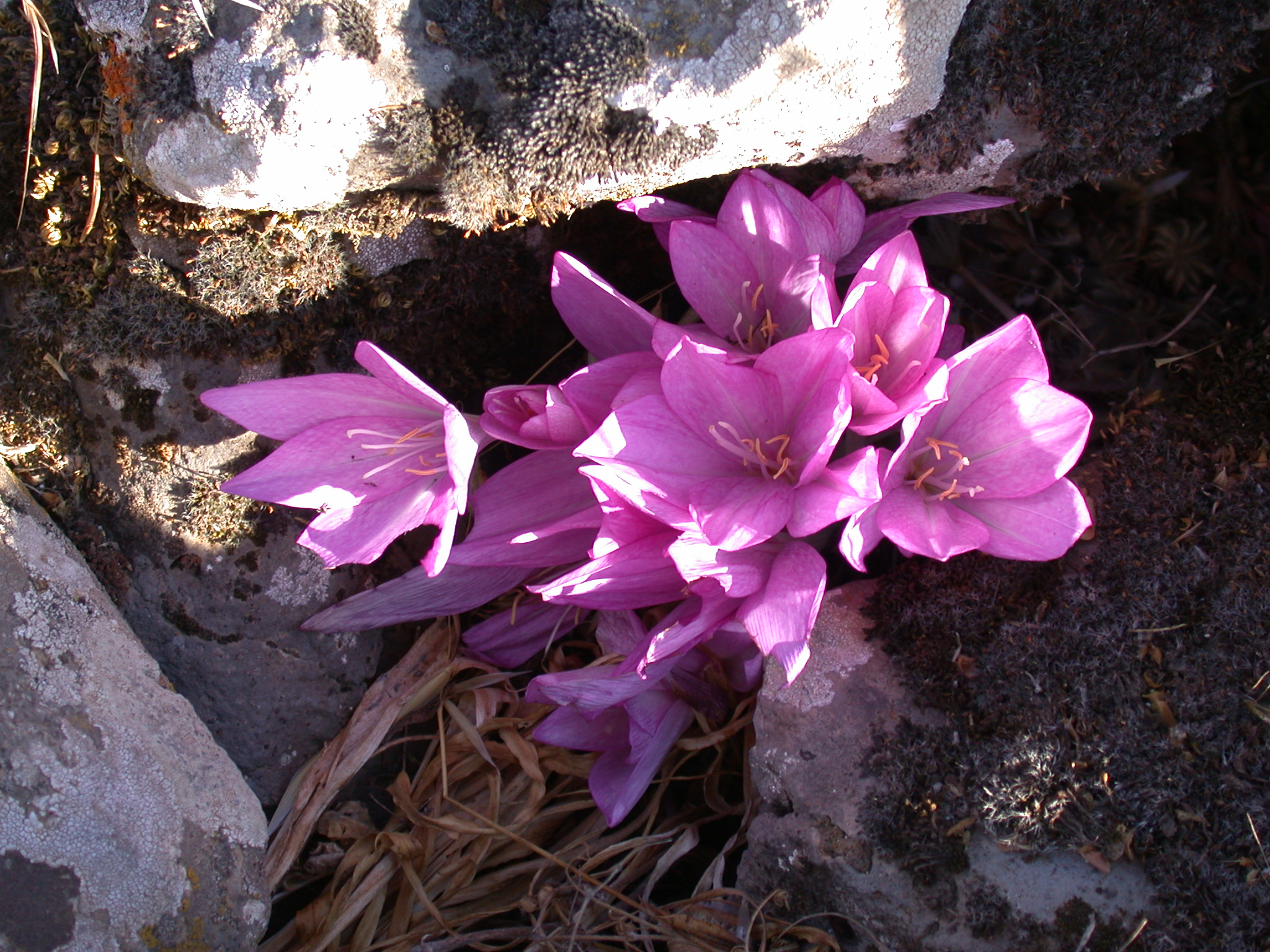
Colchicum feinbruniae sulle alture del Golan, Israele/Siria, dal nome di Naomi Feinbrun-Dothan

Nel 1991 ha scritto con Avinoam Danin, un libro sulla flora analitica nuovo e aggiornato.

## Premi e riconoscimenti
Nel 1986, in riconoscimento del completamento di questa importante pubblicazione, le fu conferita una medaglia d'oro da 'Optima' (Organization for the Phyto-Taxonomic Investigation of the Mediterranean Area), l'Organizzazione internazionale dei botanici mediterranei per lo studio fito-tassonomico dell'area mediterranea.
Inoltre, in riconoscimento dei suoi successi botanici, le fu conferito il Premio Israele (Land of Israel Studies) nel 1991.
La sua memoria sopravvive in una serie di piante nominate in suo onore da colleghi in Israele e all'estero, tra cui Astragalus feinbruniae (1970), Bellevalia feinbruniae (1970) e Colchicum feinbruniae (1992).